# Tân An, La Gi
Tân An là một phường thuộc thị xã La Gi, tỉnh Bình Thuận, Việt Nam.

## Địa lý
Phường Tân An có vị trí địa lý:
- Phía đông giáp phường Bình Tân và xã Tân Bình
- Phía tây giáp xã Tân Phước
- Phía nam giáp phường Tân Thiện và xã Tân Phước
- Phía bắc giáp xã Tân Phước và xã Tân Bình.

Phường Tân An có diện tích 6,24 km², dân số năm 2022 là 13.518 người, mật độ dân số đạt 2.166 người/km².
Trung tâm hành chính thị xã La Gi nằm trên địa bàn phường Tân An.

## Hành chính
Phường Tân An được chia thành 8 khu phố: 1, 2, 3, 4, 5, 6, 7, 8.

## Lịch sử
Ngày 5 tháng 9 năm 2005, Chính phủ ban hành Nghị định số 114/2005/NĐ-CP về việc:
- Thành lập phường Tân An thuộc thị xã La Gi trên cơ sở 601,82 ha diện tích tự nhiên và 14.178 nhân khẩu của xã Tân An
- Thành lập xã Tân Phước trên cơ sở điều chỉnh 1.413,61 ha diện tích tự nhiên và 167 nhân khẩu của xã Tân An
- Sáp nhập toàn bộ 983,57 ha diện tích tự nhiên còn lại của xã Tân An vào xã Tân Bình.

Ngày 19 tháng 12 năm 2019, HĐND tỉnh Bình Thuận ban hành Nghị quyết số 96/NQ-HĐND về việc sáp nhập khu phố 9 vào khu phố 8.